# Lood(II)azide
Lood(II)azide is een schokgevoelige, zeer explosieve anorganische verbinding van lood en stikstof, met als brutoformule Pb(N3)2. De detonatie van een zeer geringe hoeveelheid, een brokje zo groot als een halve erwt, geeft een knal die te vergelijken is met een aantal rotjes. Het komt voor als een kleurloos of wit kristallijn poeder dat zeer slecht oplosbaar is in water. Vermengd met water (> 20%) is de suspensie niet explosief.
Het schokfront dat ontstaat bij de detonatie, wordt in munitie toegepast om het hoofdexplosief te ontsteken. Loodazide wordt gebruikt in ontstekingsinrichtingen zoals slaghoedjes, waarmee springmeesters en militairen springstoffen ontsteken.